# لینوود بومر
لینوود بومر (انگلیسی: Linwood Boomer؛ زادهٔ ۹ اکتبر ۱۹۵۵) یک فیلم‌نامه‌نویس، و هنرپیشه اهل ایالات متحده آمریکا است.
از فیلم‌ها یا برنامه‌های تلویزیونی که وی در آن نقش داشته است می‌توان به خانه کوچک اشاره کرد.